# Vila Flor e Nabo
Vila Flor e Nabo (oficialmente: União das Freguesias de Vila Flor e Nabo) é uma freguesia portuguesa do município de Vila Flor, com 40,26 km² de área e 2351 habitantes (censo de 2021). A sua densidade populacional é 58,4 hab./km².

## História
Foi criada aquando da reorganização administrativa de 2012/2013, resultando da agregação das antigas freguesias de Vila Flor e Nabo.

## Demografia
A população registada nos censos foi:
| Distribuição da População por Grupos Etários | Distribuição da População por Grupos Etários | Distribuição da População por Grupos Etários | Distribuição da População por Grupos Etários | Distribuição da População por Grupos Etários | Distribuição da População por Grupos Etários |
| -------------------------------------------- | -------------------------------------------- | -------------------------------------------- | -------------------------------------------- | -------------------------------------------- | -------------------------------------------- |
| Antes da agregação                           |                                              |                                              |                                              |                                              |                                              |
| Ano                                          | 0-14 anos                                    | 15-24 anos                                   | 25-64 anos                                   | >= 65 anos                                   | Total                                        |
| 2001                                         | 414                                          | 413                                          | 1417                                         | 505                                          | 2749                                         |
| 2011                                         | 287                                          | 261                                          | 1297                                         | 568                                          | 2413                                         |
| Após a agregação                             |                                              |                                              |                                              |                                              |                                              |
| Ano                                          | 0-14 anos                                    | 15-24 anos                                   | 25-64 anos                                   | >= 65 anos                                   | Total                                        |
| 2021                                         | 264                                          | 223                                          | 1178                                         | 686                                          | 2351                                         |